# Nazí plži
Nazí plži je obecné označení pro plže, jejichž ulita buď zcela zmizela, nebo je zakrnělá, malá a umístěná uvnitř těla. Ztráta ulity je odvozeným znakem, který je společný všem nahým plžům, nicméně v průběhu evoluce plžů se objevuje vícekrát nezávisle na sobě, a nazí plži jsou proto polyfyletickou skupinou.
Nazí plži jsou suchozemští i mořští živočichové. Z mořských jsou největší skupinou příslušníci podřádu nahožábří (Nudibranchia). Nicméně další informace se týkají zejména suchozemských nahých plžů.
Z hlediska člověka jsou někteří nazí plži škůdci kulturních i okrasných rostlin.

## Popis

Vnější anatomie nahého plže (slimáček rodu Deroceras): 1 tělo, 2 plášť, 3 tykadla s očima, 4 hmatová tykadla, 5 dýchací otvor (pneumostom), 6 chodidlo, 7 okraj chodidla

Nazí plži se kromě druhotné ztráty ulity příliš neliší od obecného schématu stavby těla těchto živočichů. Mají červovité tělo, které je rozlišeno na hlavu, nohu a útrobní vak na přední straně hřbetu, který je krytý štítkem, někdy i se zbytky schránky. Dýchají plicními vaky, které jsou tvořené prokrvenou stěnou plášťové dutiny. Ta se otevírá na povrch těla dýchacím otvorem zvaným pneumostom, jehož umístění se liší u jednotlivých skupin nahých plžů, a proto může být vhodným rozlišovacím znakem. Všichni suchozemští nazí plži patří mezi stopkooké plže, mají tedy dva páry tykadel, z nichž první kratší pár slouží jako hmatové ústrojí a druhý nese oči. Největším suchozemským nahým plžem na světě je slimák popelavý (Limax cinereoniger) dorůstající výjimečně až 30 cm.
Redukce ulity probíhala různě a v různé intenzitě, a tak lze u plžů najít celou škálu zmenšování ulit. Například u čeledi plzákovití je ulita redukována na pouhá vápencová zrna, u čeledi slimákovití je zachována vnitřní vápencová destička (viz obrázek v taxoboxu).

Pozn.:
U některých čeledí masožravých plžů probíhalo zmenšování ulity v různé míře, a tak např. zástupci čeledi Testacellidae, kteří mají malinkou ulitu na konci těla, jsou anglicky nazýváni také slugs, zatímco např. zástupci čeledi Daudebardiidae, kteří mají středně velkou ulitu a do ulity se také nemohou zatáhnout, se již nenazývají nazí plži.

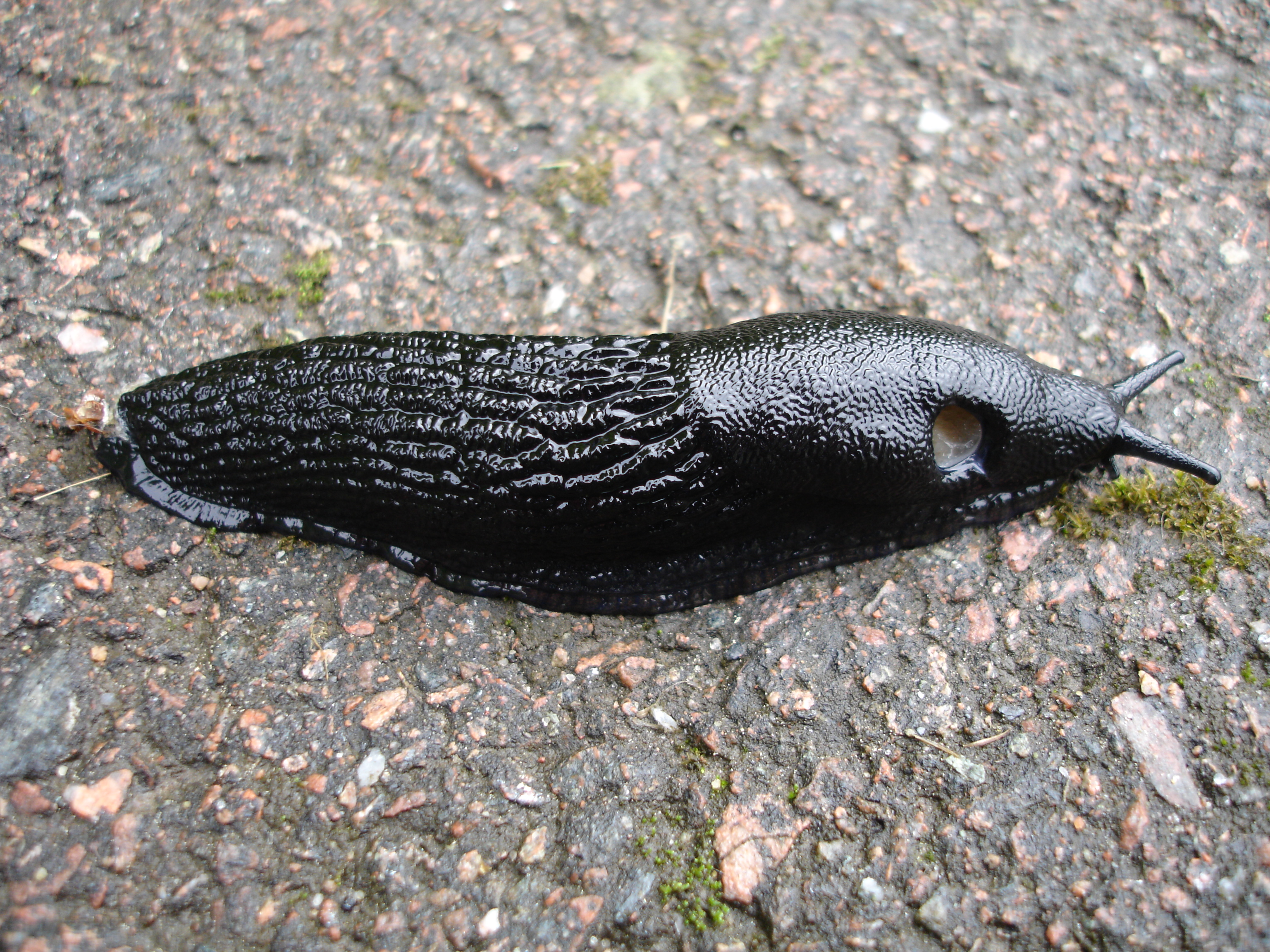
plzákovití (Arionidae) - (Arion ater) - pneumostom je v přední části pláště
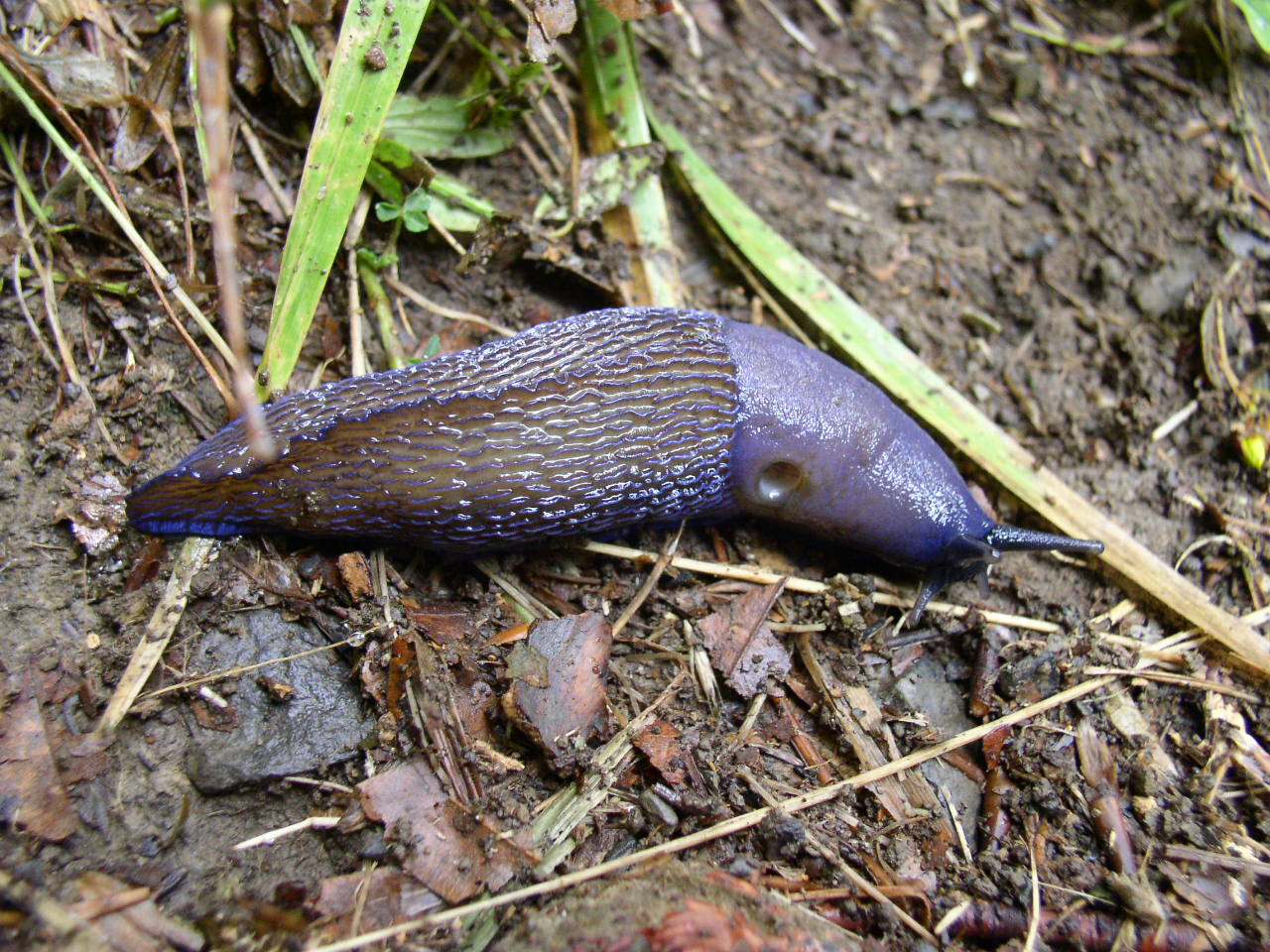
slimákovití (Limacidae) - (modranka karpatská Bielzia coerulans) - pneumostom je v zadní části pláště
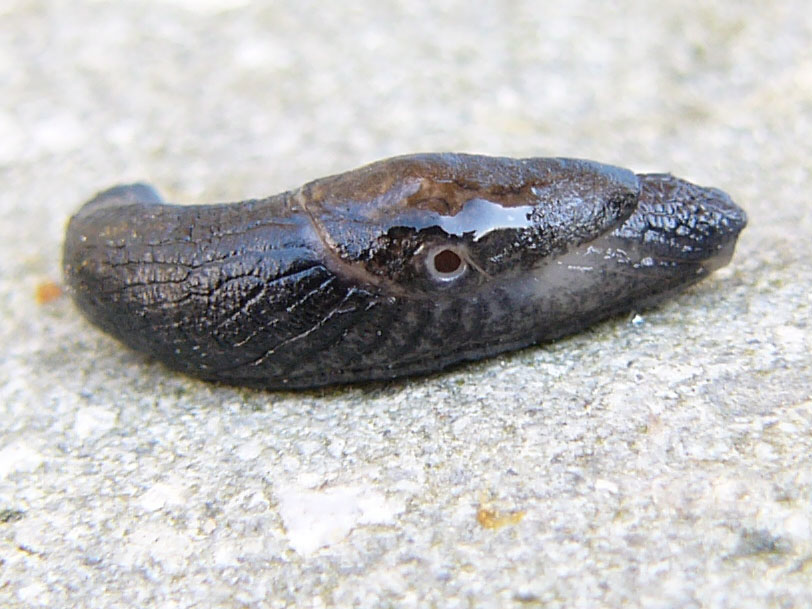
plžicovití (Milacidae) - (plžice štíhlá Tandonia budapestensis) - pneumostom je v zadní části pláště

## Ekologie

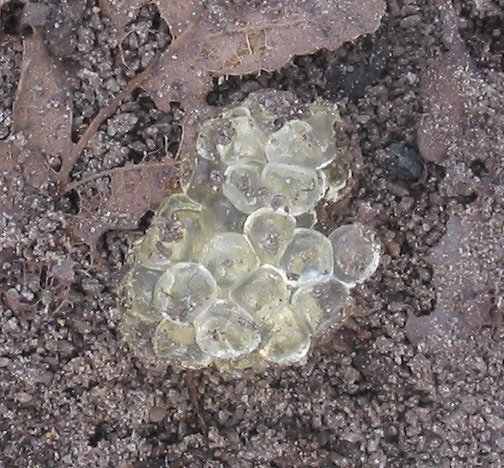
Snůška vajíček plzáka lesního

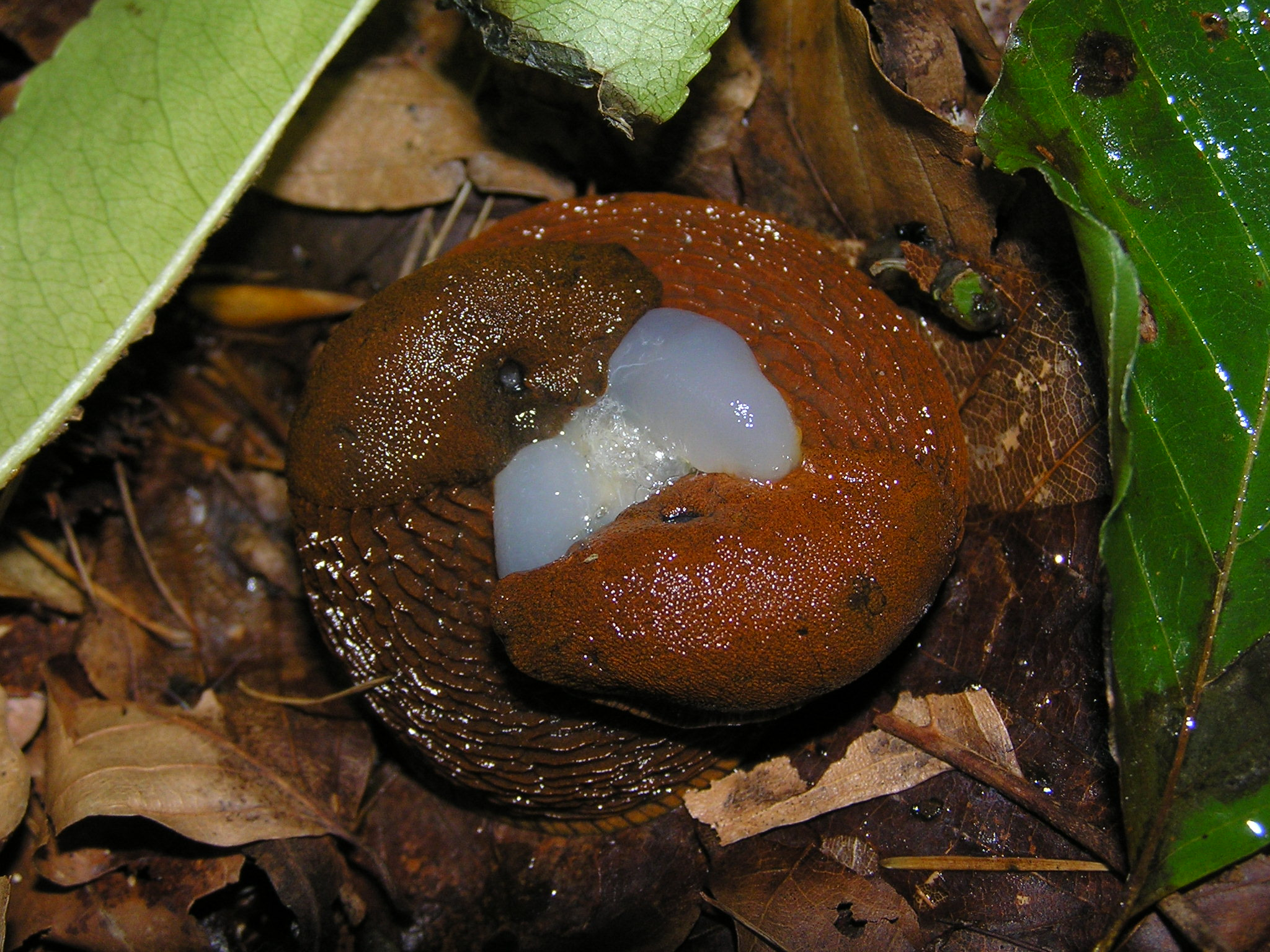
Páření plzáků; plzáci jsou hermafrodité, ale dva jedinci se musí vzájemně oplodnit

Protože ztratili ulitu, jejich těla snadněji vysychají, a proto potřebují k vývoji a životu vlhké prostředí. Jsou aktivní především za soumraku a v noci, kdy se živí částmi rostlin. Jinak se ukrývají v půdě a na stinných a vlhkých místech. Jsou to hermafroditi; slizovitá vajíčka kladou do půdy. Množí se v průběhu celého vegetačního období a mohou mít dvě i více generací do roka.
Nazí plži mají množství přirozených nepřátel, jsou potravou řady ptáků, dále krtků, ježků, ještěrů, hlavně slepýše křehkého, žab – ropuch i skokanů – či brouků střevlíků, dravých drabčíků aj. Jejich vajíčka požírá např. dravý plž skelnatka drnová (Oxychilus cellarius). Jako další prostředky biologického boje lze použít hlístice Phasmarhabditis hermaphrodita nebo larvy vláhomilky vroubené (Tetanocera elata). Nesnáší aromatické siličnaté rostliny, jako je hořčice, kerblík, lichořeřišnice, řeřicha zahradní a hluchavkovité (šalvěj, tymián, levandule, yzop aj.)

## Nazí plži jako škůdci
Hlavní článek: škodliví plži

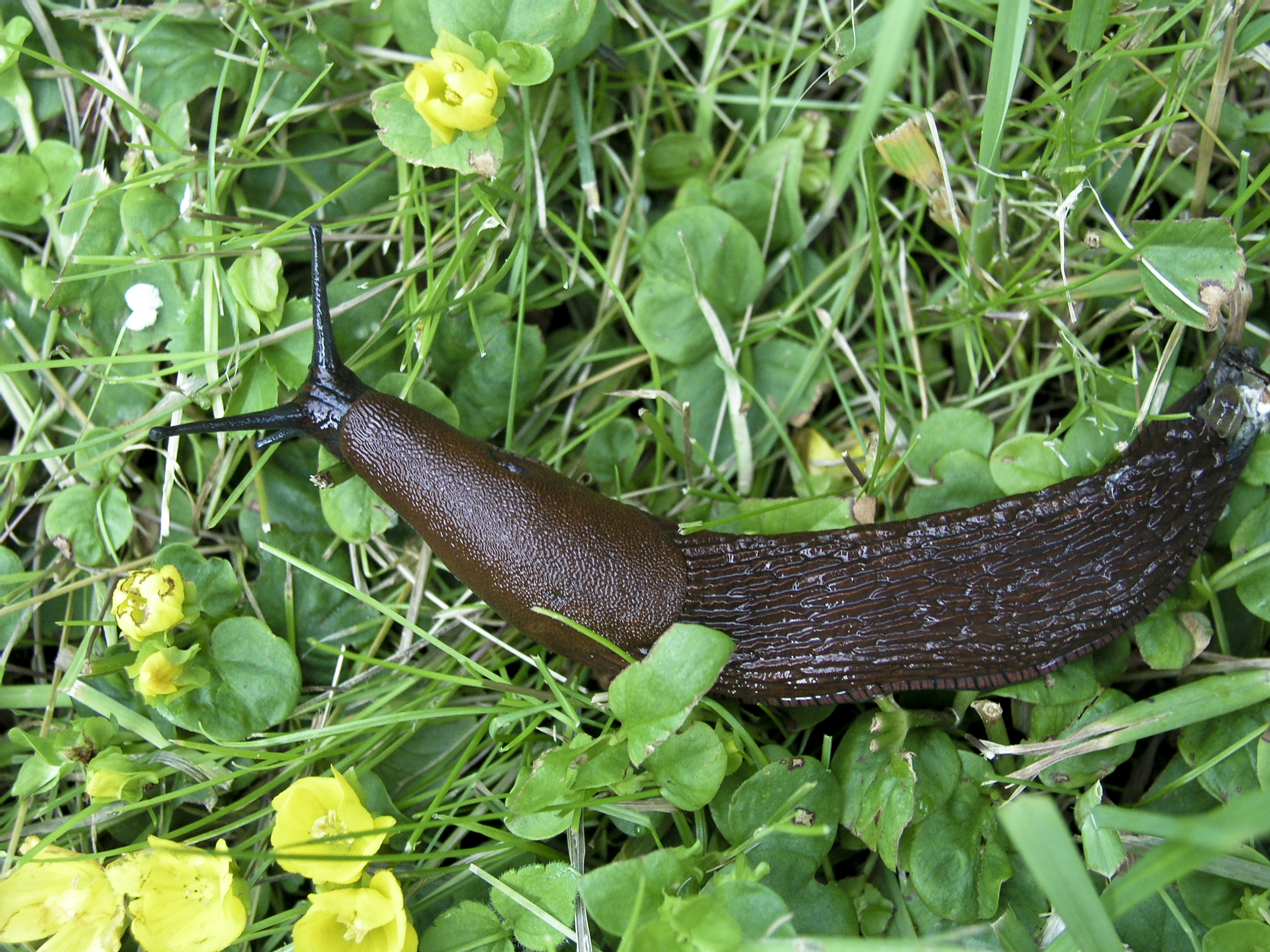
plzák španělský Arion lusitanicus

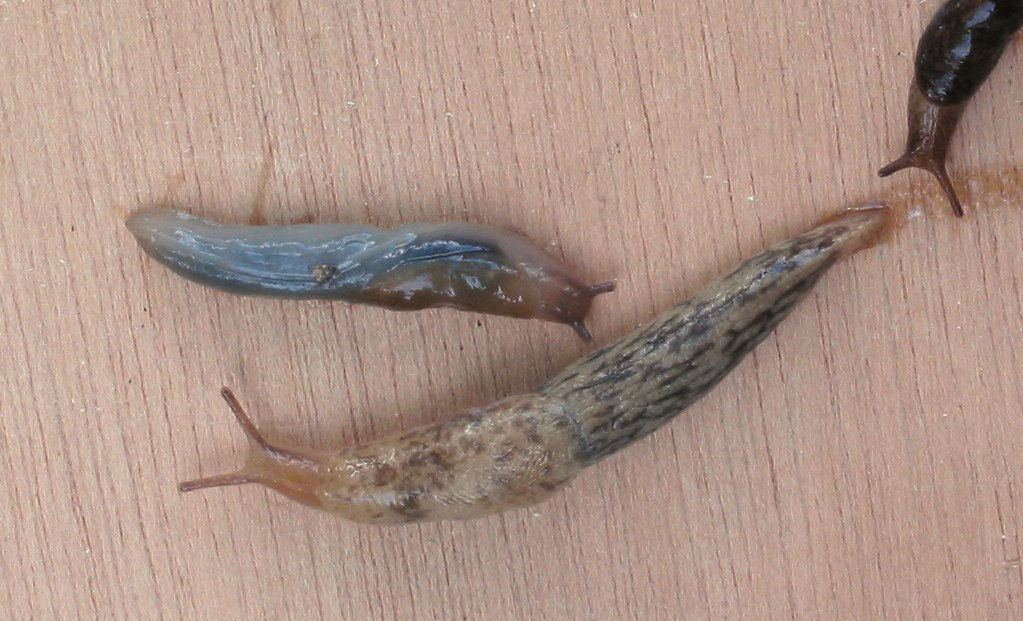
slimáček síťkovaný Deroceras reticulatum

Nazí plži jsou všežravci nebo býložravci, živí se listy rostlin, plodnicemi hub a rozkládajícím se rostlinným materiálem. Zvláště za teplého, vlhkého a deštivého počasí, většinou pak na jaře a na podzim, se mohou přemnožit a pak páchají škody na polích i na zahradách.
Způsobují škody v porostech ozimé řepky, ozimých obilnin, cukrové řepy i máku. V zahradách pak škodí na zeleninových záhonech, zvláště na košťálové zelenině nebo salátu. Dostávají se i do skleníků a okusují také okrasné rostliny.
Nejčastějším škůdcem je drobný slimáček síťkovaný (Deroceras reticulatum) a slimáček polní (Deroceras agreste), na polích se někdy vyskytuje i slimáček hladký (Deroceras leave). Z rodu plzák (Arion) se na polích, zahradách i ve sklenících objevuje plzák hnědý (Arion subfuscus), plzák obecný (Arion distinctus), plzák lesní (Arion rufus), plzák žlutopruhý (Arion fasciatus) plzák žíhaný (Arion circumscriptus) a nebezpečný plzák španělský (Arion lusitanicus), který byl do Česka a prakticky celé Evropy zavlečený z Pyrenejského poloostrova, nemá zde příliš přirozených nepřátel a v příhodných podmínkách se kalamitně množí. Na skladovaném ovoci, zelenině nebo bramborách škodí slimák největší (Limax maximus).

## Taxonomie
- nadčeleď: Arionoidea
  - čeleď plzákovití (Arionidae)
  - čeleď Philomycidae

- nadčeleď: Helixarionoidea
  - čeleď Urocyclidae

- nadčeleď: Limacoidea
  - čeleď slimáčkovití (Agriolimacidae)
  - čeleď bledničkovití (Boettgerillidae)
  - čeleď slimákovití (Limacidae)
  - čeleď Trigonochlamydidae

- nadčeleď: Parmacelloidea
  - čeleď plžicovití (Milacidae)
  - čeleď Parmacellidae

- nadčeleď: Testacelloidea
  - čeleď testacelovití (Testacellidae)

- Veronicellidae

## Galerie

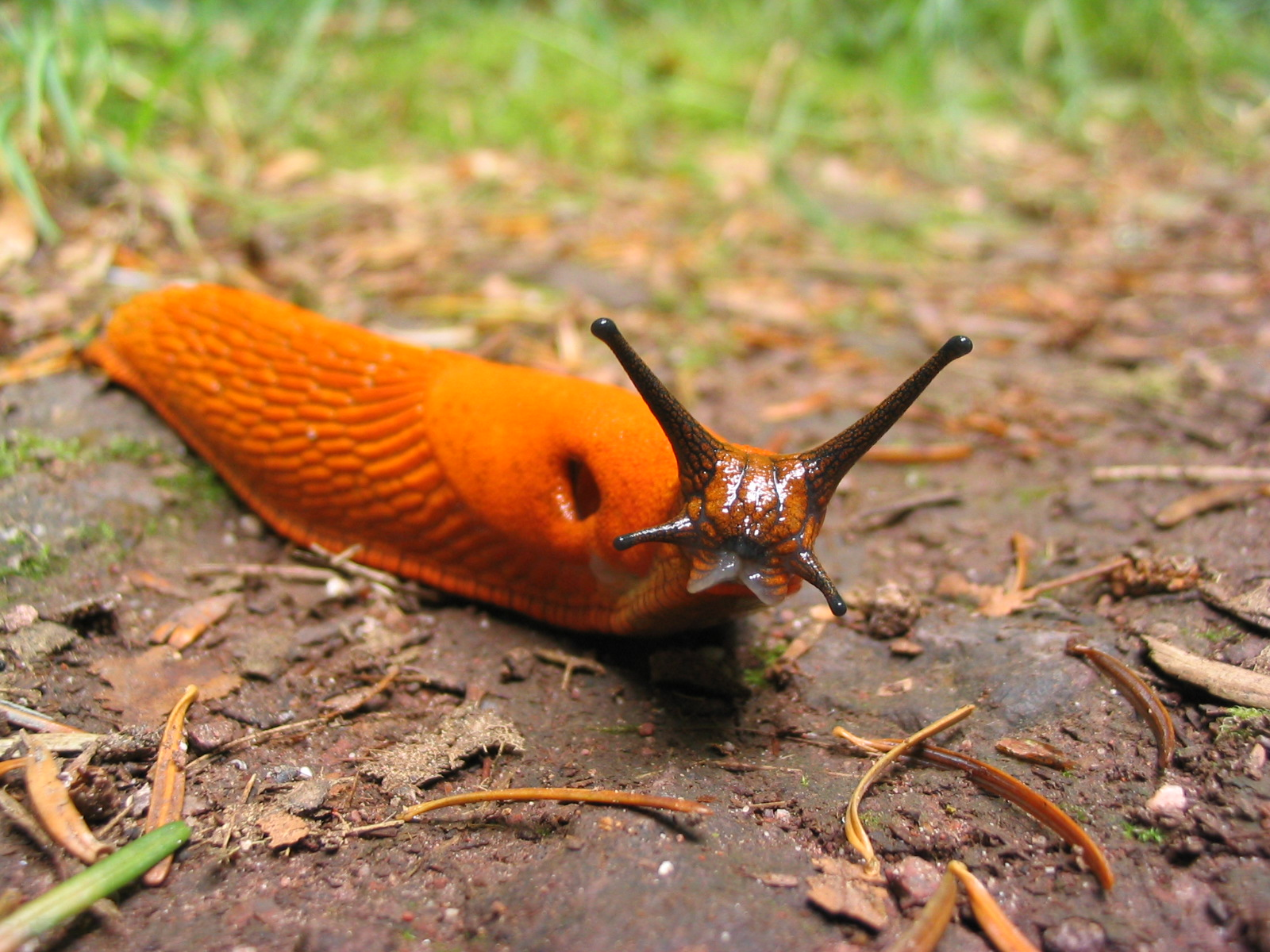
plzák lesní Arion rufus (plzákovití)
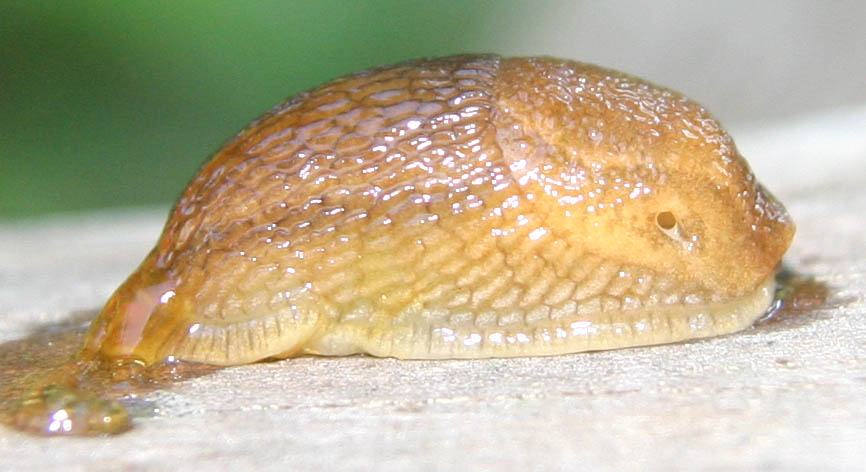
plzák hnědý Arion fuscus, syn. A. subfuscus (plzákovití)
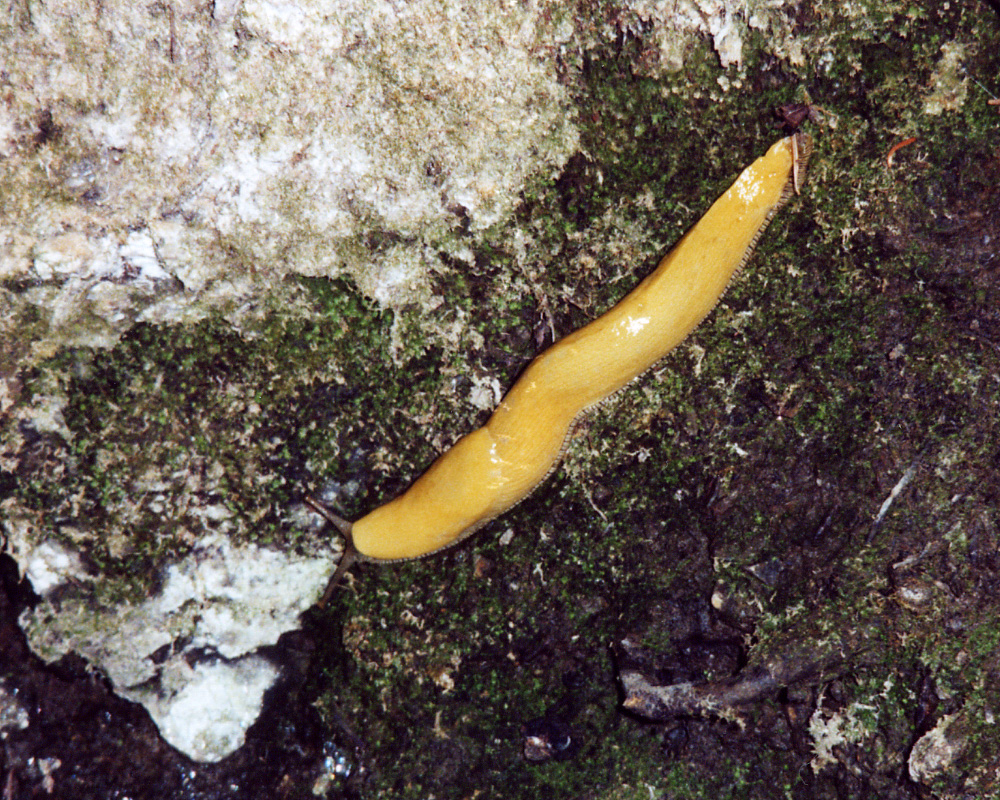
Ariolimax californicus z Kalifornie (plzákovití)
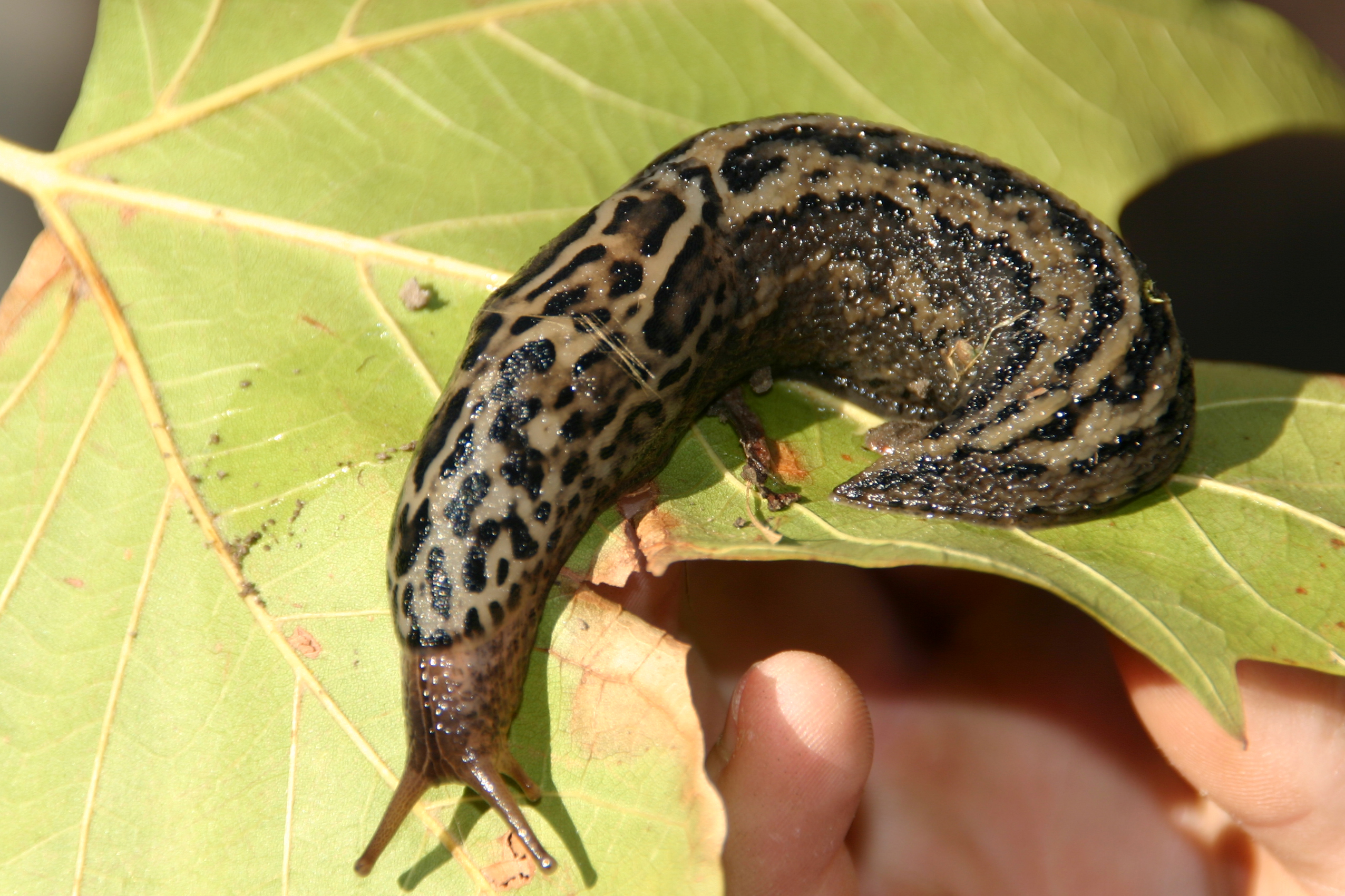
slimák největší Limax maximus (slimákovití)
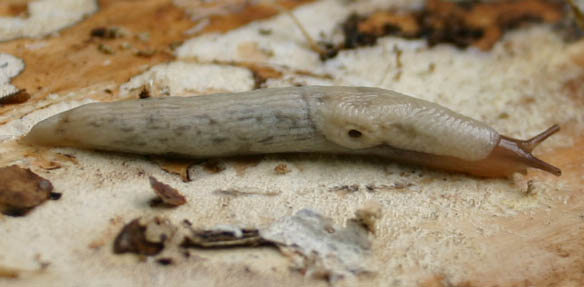
slimáček lesní Deroceras praecox (slimáčkovití)
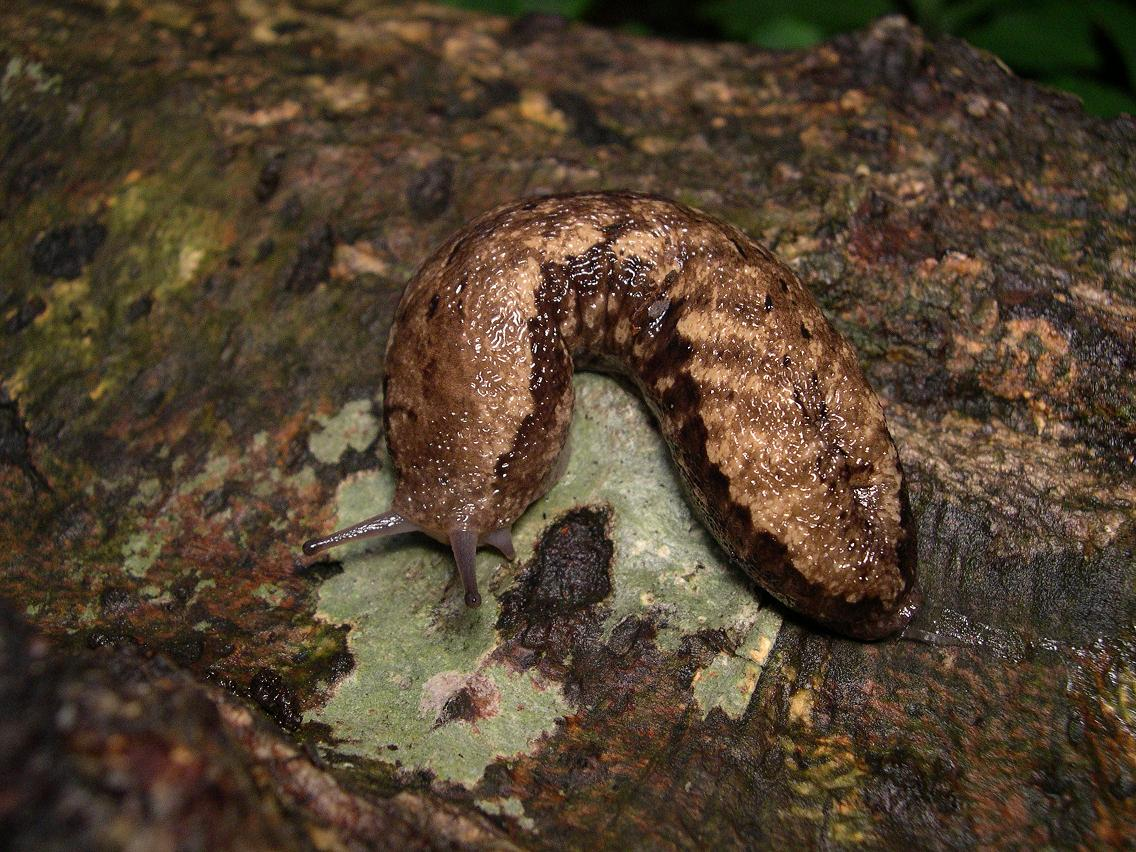
Meghimatium fruhstorferi z Tchaj-wanu (Philomycidae)
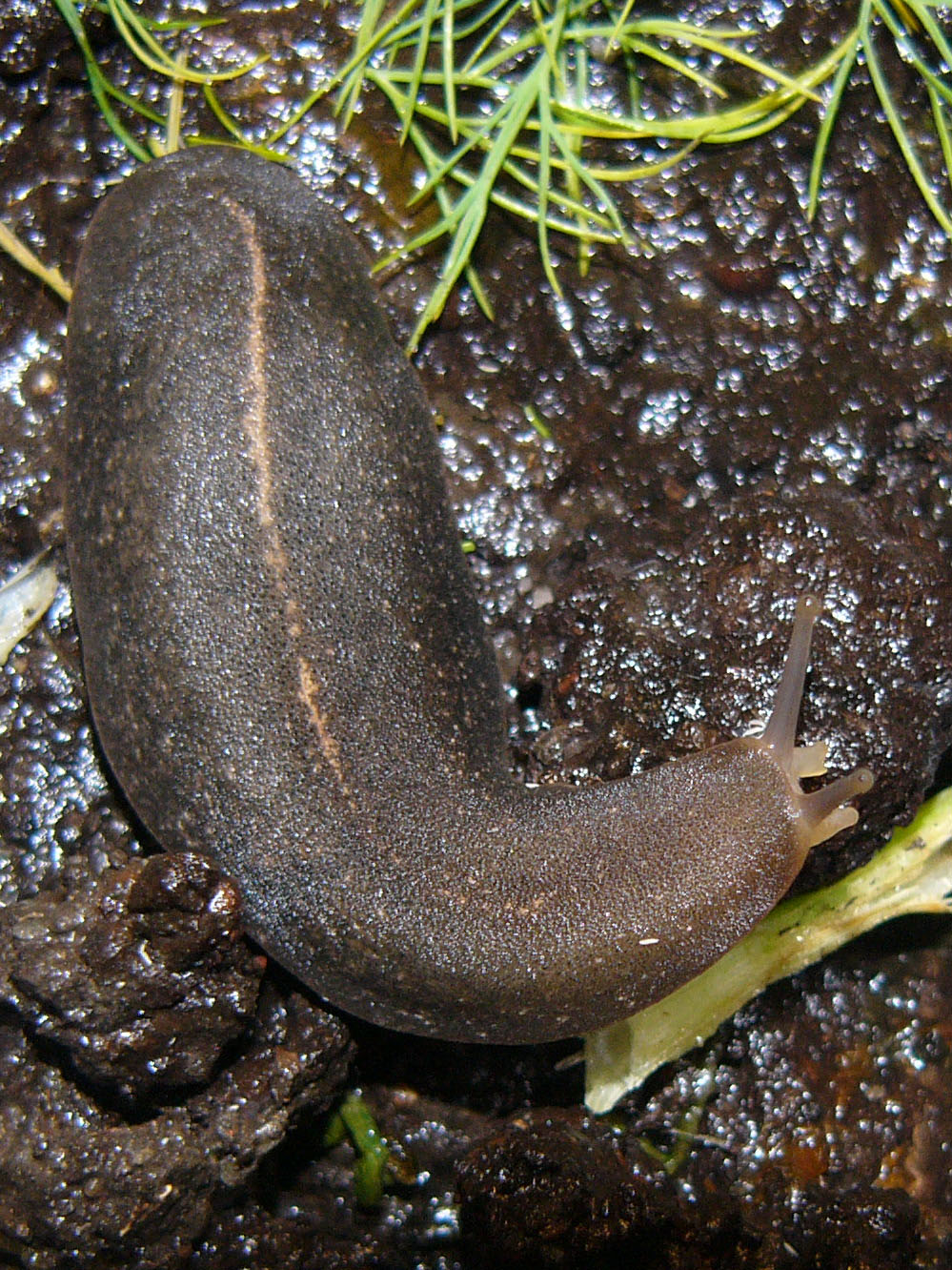
Laevicaulis alte z Afriky (Veronicellidae)